# Burston (Devon)
Burston – przysiółek w Anglii, w Devon. Leży 22,8 km od miasta Exeter, 53,2 km od miasta Plymouth i 273,1 km od Londynu. Burston jest wspomniane w Domesday Book (1086) jako Limet/Limete/Limeta.